# Dimetil sulfoksid
Dimetil sulfoksid (DMSO) je organosumporno jedinjenje sa formulom . Ova bezbojna tečnost je važan polarni aprotonski rastvarač koji rastvara polarna i nepolarna jedinjenja i meša se sa širokim nizom organskih rastvarača, kao i vodom. On prodire u kožu veoma brzo. Njegov ukus podseća na beli luk.

## Sinteza i proizvodnja
Sintetizovao ga je ruski naučnik Aleksander Zaitsev 1866. godine, a svoje nalaze je objavio 1867. Dimetil sulfoksid je nusproizvod sulfatnog procesa. Oksidacija dimetil sulfida kiseonikom ili azot dioksidom daje DMSO.

## Primene

### Rastvarač
DMSO je polarni aprotonični rastvarač koji je manje toksičan nego drugi članovi ove klase, kao što su dimetilformamid, dimetilacetamid, N-metil-2-pirolidon, i . DMSO se često koristi kao rastvarač za hemijske reakcije u kojima učestvuju soli, na primer Finkelsteinove reakcije i druge nukleofilne supstitucije. On se ekstenzivno koristi kao ekstraktant u biohemiji i ćelijskoj biologiji. Pošto je DMSO samo slabo kiseo, on toleriše relativno jake baze i kao takav se koristi u studijama karbanjona. pKa vrednosti u odsustvu vode (mere C-H, O-H, S-H i N-H kiselosti) za hiljade organskih jedinjenja su određene u DMSO rastvorima.
Zvog svoje visoke tačke ključanja (189 °; 462 K), DMSO sporo isparava pod normalnim atmosferskim pritiskom. Uzorci rastvoreni u DMSO-u se ne mogu lako povratiti u poređenju sa drugim rastvaračima, jer je veoma teško odstraniti sve tragove DMSO-a konvencionalnim rotacionim isparavanjem. Reakcije koje se izvode u DMSO-u se često razblažuju vodom da bi došlo do precipitacije ili fazne-separacije produkata. Relativno visoka tačka smrzavanja (18.5 °; 292 K) čini DMSO čvrstim neposredno ispod sobne temperature, što ograničava njegovu upotrebljivost u nekim hemijskim procesima (npr. kristalizaciji sa hlađenjem).
DMSO nalazi sve veću primenu u proizvodnim procesima mikroelectronskih uređaja. Zbog njegove sposobnosti rastvaranja mnogih vrsta jedinjenja, DMSO je uobičajeni rastvarač u menadžmentu hemikalija i testiranju visokog kapaciteta koji su integralini deo procesa razvoja lekova.

### Reakcije
Sumporni centar DMSO-a je nukleofilan za slabe elektrofile, i kiseonik je nukleofilan za jake elektrofile. Metil grupe DMSO-a imaju umereno kiseli karakter (=35) usled stabilizacije rezultujućeg karbanjona S(O)R grupom, tako da ih deprotonizuju jake baze kao što je litijum diizopropilamid i natrijum hidrid. DMSO-ova natrijumska so formirana ovim putem („dimsil natrijum“) je korisna baza, npr. ona se često koristi za deprotonaciju ketona da bi se formirali natrijumski enolati, fosfonijumske soli, rezultat čega su Vitigovi reagensi, i formamidinijum soli koje formiraju diaminokarbene.
DMSO reaguje sa metil jodidom da formira trimetilsulfoksonijum jodid, , koji se može deprotonovati natrijum hidridom da formira sumpor ilid:
U organskoj sintezi, DMSO se koristi kao blag oksidant.
DMSO je uobičajeni ligand u koordinatnoj hemiji. Kompleks dihlorotetrakis(dimetil sulfoksid)rutenijum(II), , sadrži DMSO vezan za rutenijum kroz sumpor i kroz kiseonik.

## Literatura
1. ↑  Joanne Wixon; Douglas Kell (2000). „Website Review: The Kyoto Encyclopedia of Genes and Genomes — KEGG”. Yeast. 17 (1): 48—55. doi:10.1002/(SICI)1097-0061(200004)17:1<48::AID-YEA2>3.0.CO;2-H.
2. ↑   уреди
3. ↑  Evan E. Bolton; Yanli Wang; Paul A. Thiessen; Stephen H. Bryant (2008). „Chapter 12 PubChem: Integrated Platform of Small Molecules and Biological Activities”. Annual Reports in Computational Chemistry. 4: 217—241. doi:10.1016/S1574-1400(08)00012-1.
4. ↑  Novak, K. M., ур. (2002). Drug Facts and Comparisons (56th изд.). St. Louis, Missouri: Wolters Kluwer Health. стр. 619. ISBN 978-1-57439-110-7..
5. ↑   Roy, Kathrin-Maria (2000). „Sulfones and Sulfoxides”. Ullmann's Encyclopedia of Industrial Chemistry. Weinheim: Wiley-VCH. ISBN 3-527-30673-0. doi:10.1002/14356007.a25_487.
6. ↑  „DMSO”. exactantigen.com. Архивирано из оригинала 05. 10. 2009. г. Приступљено 2. 10. 2009.
7. ↑  Bordwell FG (1988). „Equilibrium acidities in dimethyl sulfoxide solution”. Accounts of Chemical Research. 21 (12): 456—463. doi:10.1021/ar00156a004.
8. ↑  „Bordwell pKa Table in DMSO”.
9. ↑  Kvakovszky G, McKim AS, Moore J (2007). „A Review of Microelectronic Manufacturing Applications Using DMSO-Based Chemistries”. The Electrochemical Society, ECS Transactions. 11 (2): 227—234. doi:10.1149/1.2779383.
10. ↑  Balakin KV, Savchuk NP, Tetko IV (2006). „In Silico Approaches to Prediction of Aqueous and DMSO Solubility of Drug-Like Compounds: Trends, Problems and Solutions”. Current Medicinal Chemistry. 13 (2): 223—241. PMID 16472214. doi:10.2174/092986706775197917.
11. ↑  Epstein WW, Sweat FW (1967). „Dimethyl Sulfoxide Oxidations”. Chemical Reviews. 67 (3): 247—260. PMID 6042131. doi:10.1021/cr60247a001.
12. ↑  Tidwell TT. (1990). „Oxidation of Alcohols by Activated Dimethyl Sulfoxide and Related Reactions: An Update”. Synthesis. 1990 (10): 857—870. doi:10.1055/s-1990-27036.

## Spoljašnje veze
- Интернационална карта хемијске безбедности 0459